# بانی، گامبیا
بانی (به لاتین: Bani) یک منطقهٔ مسکونی در گامبیا است که در North Bank Division واقع شده‌است. بانی ۱،۱۷۷ نفر جمعیت دارد.